# 長沢伸也
長沢 伸也（ながさわ しんや、1955年9月21日 - ）は、日本の経営学者、早稲田大学教授。
新潟県新潟市生まれ。1978年早稲田大学理工学部工業経営学科卒業。1980年同大学大学院理工学研究科博士前期課程修了。1986年「大気汚染濃度予測のための環境アセスメント手法に関する研究 起伏のある地形上における大気汚染予測モデルについて」で工学博士（早稲田大学）。1980年日本軽金属株式会社、1981年明治大学工学部専任助手、1988年産業能率大学専任講師、1991年亜細亜大学経営学部助教授、1995年立命館大学経営学部教授、2003年早稲田大学大学院アジア太平洋研究科教授、2008年同商学研究科教授。

## 著書
- 『おはなしマーケティング』日本規格協会 1998
- 『環境にやさしいビジネス社会 自動車と廃棄物を中心に』中央経済社 2002
- 『ブランド帝国の素顔 LVMHモエヘネシー・ルイヴィトン』日本経済新聞社 日経ビジネス人文庫　2002
- 『それでも強いルイ・ヴィトンの秘密』講談社 セオリーブックス　2009
- 『高くても売れるブランドをつくる! 日本発、ラグジュアリーブランドへの挑戦』同友館 2015

### 共編著
- 『官能評価の基礎と応用 自動車における感性のエンジニアリングのために』天坂格郎共著 日本規格協会 2000
- 『感性をめぐる商品開発 その方法と実際』編著 日本出版サービス 2002
- 『環境対応商品の市場性 「商品企画七つ道具」の活用』蔡璧如共著 晃洋書房 2003
- 『感性商品開発の実践 商品要素へ感性の転換』編 日本出版サービス 2003
- 『キリン「生茶」・明治製菓「フラン」の商品戦略 大ヒット商品誕生までのこだわり』川栄聡史共著 日本出版サービス 2003
- 『デザインマネジメント入門 デザインの戦略的活用』岩谷昌樹共編著 佐藤典司,岩倉信弥,中西元男共著 京都新聞出版センター 2003
- 『廃棄物ビジネス論 ウェイスト・マネジメント社のビジネスモデルを通して』森口健生共著 同友館 2003
- 『生きた技術経営MOT プロジェクトマネジャーからのメッセージ』編著 大貫明人,検見崎兼秀,石川誠,榎新二,梅田学,豊泉光男共著 日科技連出版社 2004
- 『日産らしさ、ホンダらしさ 製品開発を担うプロダクト・マネジャーたち』木野龍太郎共著 同友館 2004
- 『廃棄物ビジネスの挑戦』黒坂俊介共著 環境新聞社 2005
- 『ヒットを生む経験価値創造 感性を揺さぶるものづくり』編著 日科技連出版社 2005
- 『ホンダのデザイン戦略経営 ブランドの破壊的創造と進化』岩倉信弥,岩谷昌樹共著 日本経済新聞社 2005
- 『老舗ブランド企業の経験価値創造 顧客との出会いのデザインマネジメント』編著 同友館 2006
- 『ヒット商品連発にみるプロダクト・イノベーション キリン「ファイア」「生茶」「聞茶」「アミノサプリ」ブランド・マネジャーの言葉に学ぶ』榎新二共著 晃洋書房 2006
- 『経験価値ものづくり ブランド価値とヒットを生む「こと」づくり』編著 藤原亨,山本典弘著 日科技連出版社 2007
- 『老舗ブランド「虎屋」の伝統と革新 経験価値創造と技術経営』染谷高士共著 晃洋書房 2007
- 『循環ビジネスの挑戦』環境新聞編集部共著 環境新聞社 2007
- 『ルイ・ヴィトンの法則 最強のブランド戦略』編著 東洋経済新報社 2007
- 『Excelでできる統計的官能評価法 順位法、一対比較法、多変量解析からコンジョイント分析まで』編著 川栄聡史著 日科技連出版社 2008
- 『環境ビジネスの挑戦』編著 環境マーケティングプロジェクト共著 環境新聞社 2008
- 『地場・伝統産業のプレミアムブランド戦略 経験価値を生む技術経営』編著 植原行洋,須藤雅恵,島田了著 同友館 2009
- 『廃棄物ビジネスの変革者たち』編著 村井哲之,早大院生有志, 環境新聞編集部共著 環境新聞社 2009
- 『京友禅「千總」 450年のブランド・イノベーション』石川雅一共著 同友館 2010
- 『シャネルの戦略 究極のラグジュアリーブランドに見る技術経営』編著 杉本香七著 東洋経済新報社 2010
- 『数理的感性工学の基礎 感性商品開発へのアプローチ』神田太樹共編 海文堂出版 2010
- 『戦略的デザインマネジメント デザインによるブランド価値創造とイノベーション』ブリジット・ボージャ・ド・モゾタ,河内奈々子,岩谷昌樹共著 同友館 2010
- 『環境ビジネスの変革者たち』編著 早稲田大学ビジネススクール長沢ゼミ共著 環境新聞社 2012
- 『環境ビジネスのゆくえ グローバル競争を勝ち抜くために』編 三菱UFJリサーチ&コンサルティング株式会社著 日科技連出版社 2012
- 『感性マーケティングの実践 早稲田大学ビジネススクール講義録 アルビオン、一澤信三郎帆布、末富、虎屋各社長が語る』編 同友館 2013
- 『グッチの戦略 名門を3度よみがえらせた驚異のブランドイノベーション』編著 福永輝彦,小山太郎,岩谷昌樹著 東洋経済新報社 2014
- 『ジャパン・ブランドの創造 クールジャパン機構社長、ソメスサドル会長、良品計画会長が語る』編 同友館 早稲田大学ビジネススクール講義録　2014
- 『アミューズメントの感性マーケティング エポック社社長、スノーピーク社長、松竹副社長が語る』編 同友館 早稲田大学ビジネススクール講義録　2015
- 『コミュニティ・デザインによる賃貸住宅のブランディング 人気シェアハウスの経験価値創造』小宮理恵子共著 晃洋書房 2015
- 『地場産業の高価格ブランド戦略 朝日酒造・スノーピーク・ゼニス・ウブロに見る感性価値創造』西村修共著 晃洋書房 2015
- 『日本の"こだわり"が世界を魅了する 熱烈なファンを生むブランドの構築』編 海文堂出版 2017

### 翻訳
- J.N.カプフェレ, V.バスティアン『ラグジュアリー戦略 真のラグジュアリーブランドをいかに構築しマネジメントするか』東洋経済新報社 2011
- エリカ・コルベリーニ, ステファニア・サヴィオロ『ファッション&ラグジュアリー企業のマネジメント ブランド経営をデザインする』森本美紀共監訳 東洋経済新報社 2013
- ピエール=イヴ・ドンゼ『「機械式時計」という名のラグジュアリー戦略』監修・訳 世界文化社 2014
- ルアナ・カルカノ,カルロ・チェッピィ共著『ラグジュアリー時計ブランドのマネジメント 変革の時』小山太郎共監訳 KADOKAWA 2015
- ジャン=ノエル・カプフェレ『カプフェレ教授のラグジュアリー論 いかにラグジュアリーブランドが成長しながら稀少であり続けるか』監訳 早稲田大学大学院商学研究科長沢研究室訳 同友館 2017

## 論文
- ＜長沢伸也